# Pfarrschanze

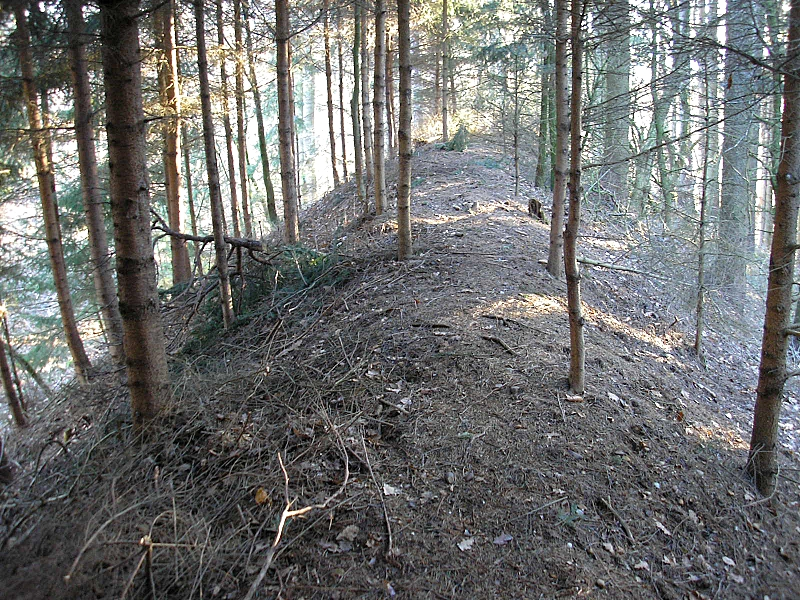
Die Wallkrone des Hauptwalles nach Süden

Die vor- bis frühmittelalterliche Wallanlage Pfarrschanze (Römerschanze, manchmal Pfarrerschanze) liegt etwa 1000 Meter nordwestlich von Todtenweis (Landkreis Aichach-Friedberg, Schwaben) auf dem Lechrain. Das ungewöhnlich weitläufige Bodendenkmal wird in seiner letzten Ausbaustufe als Ungarnschutzburg des 10. Jahrhunderts gedeutet.

## Geschichte

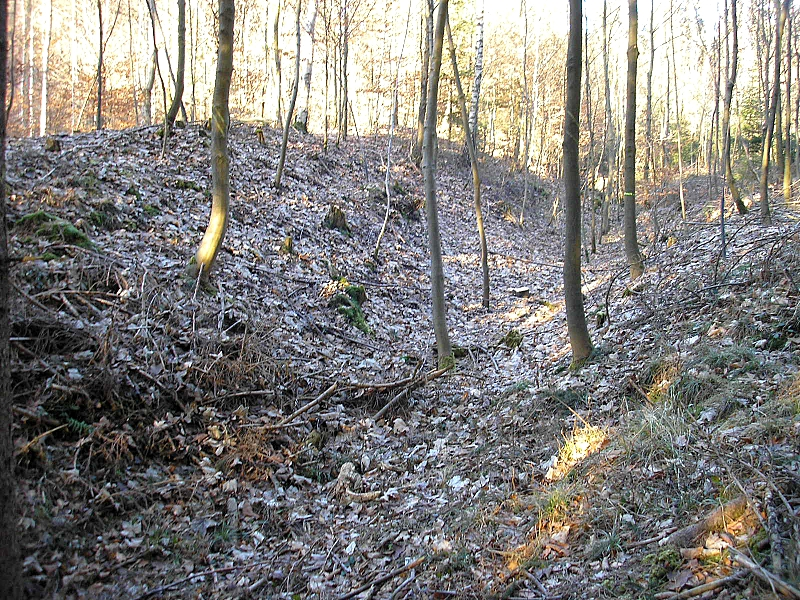
Der südliche Wallzug der Vorburg nach Norden

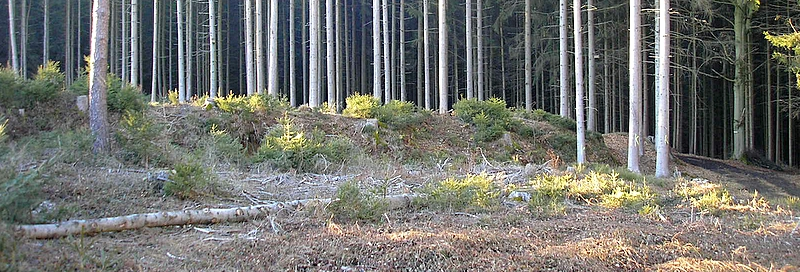
Der Nordteil der Vorburg von Osten

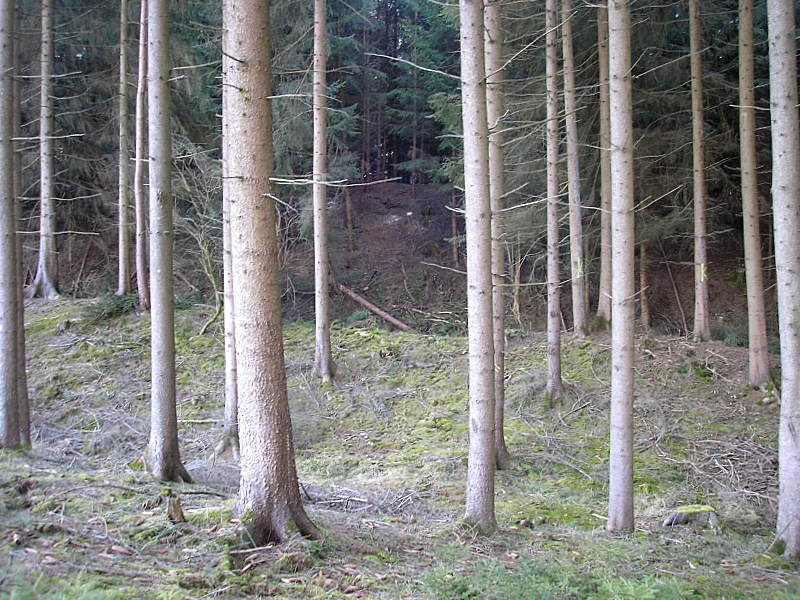
Blick von Osten auf das gestaffelte Wallsystem des Hauptwerkes

Das spärliche Fundmaterial (Hornsteinmesser, Stichel, zerscherbte Gefäße) belegt die vorgeschichtliche Nutzung des Burgplatzes. Offenbar diente die Anhöhe bereits in der Jungsteinzeit als unbefestigter Siedlungsplatz. Einige Gefäßscherben werden hingegen der frühen Bronzezeit (ca. 1500–1300 v. Chr.) zugeordnet. Damals entstanden wohl die ersten Abschnittsbefestigungen, die im 10. Jahrhundert n. Chr. zu einer der eindrucksvollsten Ungarnschutzburgen im Augsburger Umland ausgebaut bzw. erweitert wurden.
Nur einen Kilometer südlich liegt eine weitere große Burganlage über dem Lechtal, deren Anlage eine frühmittelalterliche Entstehung nahelegt. Ob ein zeitlicher oder funktionaler Zusammenhang beider Burganlagen über dem Durchgang zur Lechebene vorliegt, muss noch Spekulation bleiben.
Die große Wallanlage wurde bisher noch nicht in größerem Maße archäologisch untersucht. Die wenigen aufgefundenen Artefakte gestatten nur eine grobe Rekonstruktion der Ausbauphasen. In den letzten Jahrzehnten des 20. Jahrhunderts wurden einige Befestigungsabschnitte mit Jungwald bepflanzt, der die Begehung des Bodendenkmales an einigen Stellen nahezu unmöglich macht. Zudem gefährden einige Windbrüche die Substanz der nahezu unbeachteten Schanze. Im Winter 2007/08 wurden einige Befestigungsabschnitte ausgelichtet und sind wieder besser einsehbar.
Das Bodendenkmal wurde 1981 vom Bayerischen Landesamt für Denkmalpflege (E. Ixmeier) topographisch aufgenommen.

## Beschreibung
Die Wallanlagen liegen etwa 50 Höhenmeter über dem Tal auf einem nach Nordosten ausspringenden Geländesporn. Der äußere Wallzug verläuft bogenförmig nach Süden. Heute ist nur der nördliche Teil gut einsehbar, der südliche durch die Bepflanzung mit Jungwald nahezu unzugänglich. Der Erdwall mit seinem vorgelegten Graben ist etwa zwei bis drei Meter hoch.
Ungefähr 65 Meter westlich riegelt ein weiteres Wallsystem die Hochfläche ab. Vor dem eigentlichen, etwa sechs Meter hohen Hauptwall liegt ein niedriger Vorwall mit Zwischen- und Außengräben. Nach Nordwesten setzt sich der Hauptwall nur ungefähr zwei bis drei Meter hoch am mäßig steilen Hang fort. Sehr gut einsehbar ist der ca. 50 Meter lange Hangwall im Süden, dessen Dimensionen denen des Hauptwalles auf der Hochfläche entsprechen. Der Hauptwall selbst wurde dicht mit Nadelbäumen bepflanzt, ist aber besser zu studieren als die Südteile der Vorbefestigung.
Die Steilhänge der Nord- und Westseite trugen wohl nur Palisaden oder Plankenzäune. Das Gelände scheint aber besonders im Süden stark abgerutscht zu sein.
Auf der Hochfläche deuten einige Gruben auf Grubenhäuser hin, über deren Zeitstellung bis zu einer fachkundigen archäologischen Untersuchung des Geländes nur spekuliert werden kann.
Die Wallanlagen sind dem äußeren Anschein nach dem Frühmittelalter zuzuordnen, so dass eine ungarnzeitliche Datierung am plausibelsten erscheint. Die „Pfarrschanze“ wäre demnach als Truppensammelplatz und nur zeitweilig genutzte Schutzburg für die Bevölkerung anzusprechen. Allerdings kann der Augenschein (gestaffeltes Wallsystem, mächtige Erdschüttung des Hauptwalles) bei derartigen Wallanlagen gelegentlich trügen. Jedoch legen die zahlreichen weiteren ähnlichen Befestigungen der näheren Umgebung die ungarnzeitliche Datierung der letzten Ausbaustufe nahe. Die Schanze wäre somit ein Glied einer – auf höchste Anordnung entstandenen (Burgenbauordnung Heinrichs I.) – Befestigungslinie auf dem Lechrain. Möglicherweise gehen die frühmittelalterlichen Wehranlagen auf diesem Höhenzug auch bereits auf das 8. Jahrhundert zurück. Ab der Mitte dieses Jahrhunderts galt der Lech als Grenze zwischen den Stämmen der Alamannen und Bajuwaren.
Das Bayerische Landesamt für Denkmalpflege verzeichnet das Bodendenkmal als mittelalterliche Abschnittsbefestigung mit vorgeschichtlichen Siedlungsfunden unter der Denkmalnummer D 7-7431-0012.